# Dent Parrachée
Der Dent Parrachée ist ein 3697 m hoher markanter Berg des Vanoise-Massivs, einer Untergruppe der Grajischen Alpen im französischen Nationalpark Vanoise (Parc National de la Vanoise).
Die Erstbesteigung erfolgte 1862 durch einheimische Jäger.